# Jean de Bourbon-Carency (1378-1457)
Pour les articles homonymes, voir Jean de Bourbon.
Jean de Bourbon (1378-1457), seigneur de Carency et de Savigny, est un prince du sang français de la maison de Bourbon-La Marche. Il est le plus jeune fils de Jean Ier de Bourbon-La Marche et de Catherine de Vendôme, et le frère de Jacques II de Bourbon-La Marche, de Louis Ier de Bourbon-Vendôme, d'Anne de Bourbon et de Charlotte de Bourbon. 
Il est pour sa part le fondateur de la maison de Bourbon-Carency. 

## Famille
Jean épouse d'abord en 1416 Catherine d'Artois (1397-1420), deuxième fille de Philippe d'Artois, comte d'Eu, et de Marie de Berry.  
Le couple n'a pas d'enfants, et après la mort de Catherine en 1420, Jean épouse sa maîtresse Jeanne de Vendômois, fille de Hamelin de Vendômois et d'Alix de Bessé, le 3 septembre de la même année au Mans, sans publication des bans et en dehors de l'église de Savigné sur Braye (l'official du Mans ayant autorisé ce mariage secret). Jeanne était alors veuve de Gervais de Ronsart de la Possonnière (dans la postérité du couple figure le grand poète de la Renaissance), mais les trois premiers enfants de Jeanne et Jean de Carency étaient nés en plein adultère, du vivant même de Gervais de Ronsart ou de Catherine d'Artois.  
Jean de Bourbon-Carency et Jeanne de Vendômois ont neuf enfants (légitimés en 1420, 1438 et 1461, le mariage de leurs parents étant validé par le pape Eugène en mai 1438, validation publiée par l'évêque d'Arras en février 1439 puis confirmée par le Parlement le 31 mars 1461 après une enquête en juin-juillet 1458) : 
- Louis de Bourbon (1417-1453), chevalier, seigneur des villes et terres de Lécluse, Carency, Aubigny, Aix, Duisans, Buquoy, Combles ;
- Jean (1418-1458)
- Jeanne (1419-1443)
- Catherine (1421-?)
- Pierre de Bourbon (1424-1481), seigneur de Carency, épouse en 1450 Philippotte de Plaine ;
- Jacques de Bourbon (1425-1493), seigneur de Carency, épouse en 1442 Antoinette de la Tour ;
- Éléonore de Bourbon-Carency (1426-?), morte jeune à Tours ;
- Andriette de Bourbon-Carency (1427-?) ;
- Philippe de Bourbon (1429-?), seigneur de Duisans, épouse Catherine de Lalaing.

Faire reconnaître les enfants de Jean et Jeanne comme légitimes fut un difficile combat qui n'a abouti qu'en mai 1438 grâce à une bulle du pape Eugène IV. De plus, leurs descendants n'ont jamais été invités à siéger au Conseil du Roi.

## Mentions dans la culture
En 1692, plus de deux siècles après sa mort, Marie-Catherine d'Aulnoy écrit un livre (réédité en 1729 ) sur Jean et sa vie intitulé Histoire de Jean de Bourbon, prince de Carency.